# Garcinia graminea
Garcinia graminea là một loài thực vật có hoa trong họ Bứa. Loài này được Kosterm. mô tả khoa học đầu tiên năm 1961.